# IHostage
IHostage är en nederländsk kriminaldramafilm, som hade premiär på Netflix den 18 april 2025. Filmen är regisserad av Bobby Boermans efter ett manus skrivet av Simon de Waal. Filmen är inspirerad av verkliga händelser.

## Handling
När en beväpnad man tar sig in på Apple Store i centrala Amsterdam ställs det krav på polisen att arbeta varsamt för att lösa situationen.

## Rollista (i urval)
- Soufiane Moussouli
- Marcel Hensema
- Loes Haverkort
- Louis Talpe